# Odiel Van Hevel
Odiel Van Hevel (* 11. Oktober 1902 in Eernegem; † 22. Juli 1994 in Brügge) war ein belgischer Radrennfahrer.

## Sportliche Laufbahn
Van Hevel war im Straßenradsport aktiv. Von 1927 bis 1935 war er Unabhängiger und Berufsfahrer. Er gewann die Eintagesrennen Antwerpen–Menin 1927, Ronde van West-Vlaanderen 1929 und Grote Prijs Stad Antwerpen und Schaal Sels Merksem 1930 sowie Grote Prijs Stad Vilvoorde 1932. Etappensiege holte er in der Belgien-Rundfahrt 1929 und 1930, im Circuit des régions flamandes der Unabhängigen 1929. Zweiter wurde er im Scheldeprijs 1930. Dritter wurde er 1931 im Nationale Sluitingsprijs. Die Tour de France 1928 und 1929 beendete Van Hevel nicht.